# Amphithalea spinosa
Amphithalea spinosa là một loài thực vật có hoa trong họ Đậu. Loài này được (Harv.) A.L. Schutte miêu tả khoa học đầu tiên năm 1998.